# Oleg Karavaiciuk
Oleg Karavaiciuk (n. 28 decembrie 1927, Kiev - d. 13 iunie 2016, Sankt Petersburg) a fost un renumit pianist și compozitor rus. 
A compus coloana sonoră pentru nenumărate filme și piese de teatru. Printre cele mai renumite creații ale sale se numără coloana sonoră a filmului „My mother is married”, „Monolog” și „Masterat City”. A lansat două CD-uri: „Valsuri și entreactes” și „Concerto Grosso”, precum și DVD-ul „Gogol Hand”.

## Viața
Oleg Karavaiciuk s-a născut la 28 decembrie 1927 la Kiev, în familia unui violonist care, pe când Oleg avea numai 2 ani, a fost arestat. Încă din copilărie, Oleg începe să compună muzică iar la vârsta de 7 ani interpretează un concert în prezența lui Iosif Stalin, peste ani prin acest episod reușind să-și salveze tatăl de la deportarea în lagăr.
A absolvit la clasa de pian a Conservatorului din Leningrad în 1945 și, în martie 1943, a luat parte la un concert al tinerilor muzicieni ce sărbătoreau aniversarea de 80 de ani a Conservatorul din Tașkent. Între 1945-1951 a studiat la clasa de pian a profesorului Savșinsky de la Conservatorul din Leningrad.
Începând cu 1953 s-a angajat într-un studio de producție cinematografică ce a fost singurul loc în care KGB-ul i-a permis să lucreze. 
Până în 1990 Karavaiciuk a fost cunoscut doar datorită coloanelor sale sonore pentru film și teatru, concertele sale fiind interzise, familia persecutată iar scrierile sale au fost confiscate, până în prezent, mulți nu sunt produse și stocate în arhive. Toate aceste interdicții l-au aruncat pe Karavaiciuk într-un con de umbră ce durează până în zilele noastre. 
Multe din compozițiile lui Karavaiciuk sunt total necunoscute în Rusia, bucurându-se însă de foarte mare succes în străinătate.
Karavaiciuk a colaborat cu Serghei Paradjanov, Vasili Șukșin, Ilia Averbah, Kira Muratova și a creat muzică de avangardă cu Serghei Kuriokin. 

## Apariții publice
În prezent, Karavaiciuk, acceptă uneori să concerteze în Sankt Petersburg, dar, de cele mai multe ori, în ciuda dificultăților financiare, refuză toate proiectele comerciale, preferând să lucreze doar ceea ce i se pare calitativ. 
Compozițiile sale au fost adesea folosite în spectacole de balet clasic și modern, poezie și multimedia. 
Își șochează deseori publicul cântând cu capul înfășurat în fulare sau în genunchi. Karavaichuk explică această ură privind lumea din jur prin dorința de a rămâne doar cu muzica lui. 
Este de asemenea cunoscut pentru extraordinarele sale improvizații, compunând deseori în direct, în timpul concertelor.
Karavaichuk locuiește în Komarovo, lângă Sankt Petersburg.

## Premii
- 2002 - „Golden Aries” pentru cea mai bună coloană sonoră (filmul Dark Night, 2001, regia A. Kovalev).
- 2009 - Premiul „Serghei Kuryokhin” pentru merite deosebite în dezvoltarea artei moderne“
- 2010 - Premiul „Steppenwolf”